# 清南站
清南站（韓語：청남역）是朝鮮民主主義人民共和國平安南道清南区的一個鐵路車站，属于安州煤矿线和清南线。

## 邻近车站
安州煤矿线
聖法站 - 清南站 - 立石煤矿站
安州煤矿线(南洞支线)
清南站 - 龍林站
清南线
清南站 - 龍林站